# Sterculia albidiflora
Sterculia albidiflora är en malvaväxtart som beskrevs av Adolpho Ducke. Sterculia albidiflora ingår i släktet Sterculia och familjen malvaväxter. Inga underarter finns listade i Catalogue of Life.